# Hugo de Llupià
Hugo de Llupià i Bages (Catalunha do Norte, ? - ?, 1427), foi bispo de Tortosa e de Valência, e escritor catalão em língua latina. Pertencia a uma família noble da Catalunha do norte e era irmão de Raimundo de Llupià. Exerceu uma grande influência e teve uma presença praticamente constante perto do rei Martim I desde os inícios do reinado.

## Biografia
Era filho de Pere de Llupià, senhor de Bages e do castelo de Monistrol do Roselló e irmão de Raimundo de Llupià.
Foi nomeado bispo de Tortosa no ano 1379, sede que ocupou até 1397. Em 1388 estabeleceu na sua diocese a festa da Imaculada Conceição e promulgou diversas constituções sinodais nos anos 1390, 1393 e 1397.
Quando morreu João I formou parte da embaixada que foi a Sicília para visitar a Martim I e pedir-lhe que voltasse à Coroa de Aragão. O Antipapa Bento XIII de Avinhão, a pedido do rei, lhe transferiu à sede de Valência, onde foi bispo de 1398 a 1427, ano da sua morte. Em 1408, assistiu ao concílio de Perpinhão e, quando voltou a Valência, foi recebido triunfalmente. Entretanto, não participou no Concílio de Constança. Celebrou sínodo em 1422 e promulgou oito constituições, relativas à celebração da missa e cerimônias. É enterrado na capela maior da catedral de Valência. Francisco Eiximenis lhe dedicou o Pastoral (Pastorale), que é um livro escrito em latim que trata de conselhos para sacerdotes e bispos, seguindo o clássico Pastoral de São Gregório, o Grande.

## Obras
- Constituições litúrgicas e sinodais. (em latim)
- Liber Instrumentorum. (em latim)